# Блок «За Януковича!»
Блок «За Януковича!» — передвиборчий блок, створений для участі у Виборах до Верховної Ради Автономної Республіки Крим 2006 року. 
До блоку входили республіканські організації Партії Регіонів та «Руського блоку». За результатами виборів блок отримав 324.750 голосів виборців, або ж 32,55% (перше місце). Блок отримав 44 зі 100 місць у Верховній Раді АР Крим.
Головою Верховної Ради АРК був обраний член Блоку «За Януковича!» Анатолій Гриценко.